# Kriminologisches Forschungsinstitut Niedersachsen

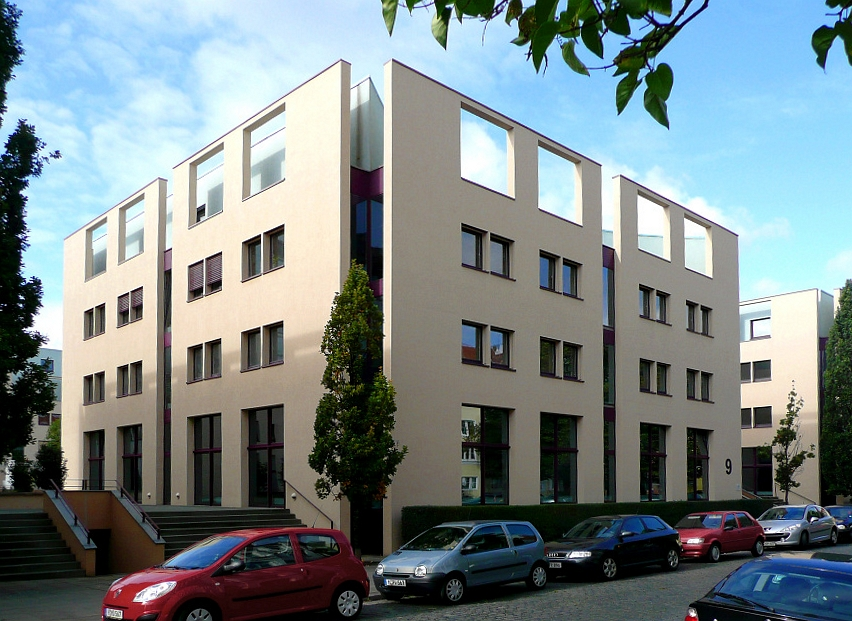
Sitz des Kriminologischen Forschungsinstituts Niedersachsen im Business Park Welfenplatz

Das Kriminologische Forschungsinstitut Niedersachsen (KFN) in Hannover ist ein außeruniversitäres Forschungsinstitut in Trägerschaft eines eingetragenen Vereins. Es wurde 1979 vom damaligen niedersächsischen Justizminister Hans-Dieter Schwind gegründet. Der Sitz liegt im Stadtteil List nahe dem Welfenplatz.

## Beschreibung
Laut Eigendarstellung ist es Zweck des Instituts, als selbstständige Forschungseinrichtung praxisorientierte kriminologische Forschung zu betreiben und zu fördern. Von 1988 bis 2015 wurde es – mit Unterbrechung von 2000 bis 2003 – von Christian Pfeiffer geleitet; außerdem gibt es fünf weitere wissenschaftliche Vollzeitstellen sowie weitere drittmittelfinanzierte Stellen. Für seine Grundfinanzierung erhält das KFN Finanzmittel vom Niedersächsischen Ministerium für Wissenschaft und Kultur.
Das KFN kooperiert mit mehreren Einrichtungen im Bundesgebiet wie der Kriminologischen Zentralstelle in Wiesbaden und dem Max-Planck-Institut für ausländisches und internationales Strafrecht. Das interdisziplinär arbeitende Institut hat in seiner vierzigjährigen Geschichte grundlegende Forschungsergebnisse im Bereich der Kriminologie hervorgebracht. So forschte das Institut zum Beispiel zum Zusammenhang von Schulabsentismus und Kriminalitätsprävalenz. Die beschäftigten Wissenschaftler sind vor allem Juristen, Psychologen, Soziologen, Pädagogen und Medienwissenschaftler.
Das Institut äußerte sich in der Vergangenheit regelmäßig zum Waffenrecht sowie zum Waffengesetz in Deutschland.

## Studie zu sexuellem Missbrauch in der katholischen Kirche
Am 20. Juni 2011 fasste die Deutsche Bischofskonferenz einstimmig den Beschluss, dass Kirchenmitarbeiter unter Aufsicht eines KFN-Teams, bestehend aus pensionierten Staatsanwälten und Richtern, die Akten kirchlicher Institutionen auf Hinweise zu sexuellen Übergriffen durchsuchen werden. Das Projekt wurde aufgrund von Widerständen der Priesterschaft und des Ausstiegs von drei Bistümern bis Dezember 2012 noch nicht realisiert.
Am 8. Januar 2013 wurde bekannt, dass die Deutsche Bischofskonferenz den Vertrag über die Studie wegen Differenzen mit dem KFN gekündigt hatte.

## Leiter
- Helmut Kury (1979–1987)
- Christian Pfeiffer (1988–2000)
- Peter Wetzels (2000–2002)
- Werner Greve (2002–2003)
- Christian Pfeiffer (2003–2015)
- Thomas Bliesener (seit April 2015)

## Belege
1. ↑  Organisation des KFN (Memento vom 12. Januar 2013 im Internet Archive)
2. ↑  Katholische Kirche öffnet Personalakten. In: Spiegel Online. 9. Juli 2011, abgerufen am 5. Dezember 2014.
3. ↑  Kirchliche Aufarbeitung gescheitert. netzwerkb Pressemitteilung, 8. Januar 2012 (online)
4. ↑  Bischofskonferenz stoppt wissenschaftliche Studie. In: FAZ. 9. Januar 2013.

Koordinaten: 52° 23′ 15″ N, 9° 44′ 32″ O